# The Square Deceiver
The Square Deceiver è un film muto del 1917 diretto da Fred J. Balshofer. La sceneggiatura si basa su Love Me for Myself, romanzo di Francis Perry Elliott di cui non si conosce la data di pubblicazione.

## Trama
Billy Van Dyke, assediato da un nugolo di donne a caccia di un marito ricco, desidera ardentemente incontrare una ragazza che possa amarlo solo per sé stesso. La signora Pugfeather, un'arrampicatrice sociale appena arrivata in città, inizia una campagna strategica per accasare la figlia Beatrice con il miliardario e manda Celia, la sua pupilla, una ragazza senza un soldo, in città alla ricerca di un autista. Quando Billy vede Beatrice, ha un colpo di fulmine, innamorandosi perdutamente di lei. Per poterla frequentare sotto mentite spoglie, si traveste da autista, indossandone un'uniforme, e si fa assumere come chaffeur. Beatrice si innamora del nuovo autista e quando lui, in seguito, si licenzia in segno di protesta contro i maltrattamenti che la ragazza subisce da parte dei Pugfeather, gli offre i suoi magri risparmi. Rendendosi conto che finalmente ha trovato una donna che lo ama, Billy la chiede in moglie. Tornata a casa, Beatrice decide di andarsene quando sente Celia accusare i suoi genitori di proteggere un povero. Sul punto di lasciare la casa, il signor Pugfeather la informa che suo padre l'ha lasciata erede di una fortuna. Beatrice e Billy si sposano e, dopo il matrimonio, lui le rivela di non essere un povero diavolo, ma un miliardario. E quando la signora Pugfeather e sua figlia vanno in visita dai signori Van Dyke, i più ricchi della città, scoprono sbalordite che si tratta del loro ex autista e della sua nuova sposa.

## Produzione
Alcune scene in esterni del film, prodotto dalla Yorke Film Corporation con il titolo di lavorazione Love Me for Myself Alone, vennero girate sulla Quinta Avenue di New York.

## Distribuzione
Il copyright del film, richiesto dalla Metro, fu registrato il 26 novembre 1917 con il numero LP11745. Distribuito dalla Metro Pictures Corporation, uscì nelle sale cinematografiche statunitensi il 3 dicembre 1917.
Non si conoscono copie ancora esistenti della pellicola che viene considerata presumibilmente perduta.